# Truth Hurts (bài hát)
"Truth Hurts" là một bài hát của nữ ca sĩ kiêm rapper người Mỹ Lizzo. Bài hát được Nice Life Recording Company và Atlantic Records phát hành vào ngày 19 tháng 9 năm 2017. Bài hát được sáng tác bởi Lizzo, Jesse Saint John, Steven Cheung (hay được biết đến là Tele) và Ricky Reed, trong đó Chueng và Reed cùng tham gia sản xuất cho ca khúc. Lioness, một ca sĩ đến từ Luân Đôn, được ghi nhận là đồng tác giả của bài hát vào ngày 23 tháng 10 năm 2019.
"Truth Hurts" không xuất hiện trên các bảng xếp hạng vào thời điểm phát hành. Tuy nhiên, vào năm 2019, sau khi trở nên phổ biến trên ứng dụng chia sẻ video TikTok, ca khúc từ một bản hit bị bỏ quên đã nhanh chóng được chia sẻ rộng rãi. Ca khúc là một trong số các bài hát thêm cho phiên bản cao cấp của album phòng thu thứ ba Cuz I Love You của Lizzo. "Truth Hurts" đạt vị trí quán quân trên bảng xếp hạng Billboard Hot 100 và trở thành ca khúc đầu tiên của Lizzo đạt được thành tích này. Bài hát còn trở nên phổ biến hơn sau khi được sử dụng trong bộ phim Someone Great (2019) của Netflix. Video âm nhạc của bài hát đã nhận được hơn 150 triệu lượt xem trên YouTube. Mặc dù được phát hành từ năm 2017, bài hát vẫn đủ điều kiện để xuất hiện trong danh sách đề cử của Giải Grammy lần thứ 62 diễn ra vào năm 2020. Ca khúc nhận được đề cử ở các hạng mục Thu âm của năm, Bài hát của năm và giành chiến thắng ở hạng mục Trình diễn đơn ca pop xuất sắc nhất.

## Sáng tác
Về mặt âm nhạc, ca khúc được mở đầu bằng một vòng lặp của tiếng piano "lấp lánh". Về mặt ca từ, trong bài hát, nữ ca sĩ nói về những vấn đề tình cảm với những câu hát: "You coulda had a bad bitch, non-committal/ Help you with your career, just a little [...] You're 'posed to hold me down/ But you're holding me back/ And that's the sound of me not calling you back." (tạm dịch: Anh có thể đã có một con khốn tồi tệ không bị bắt giam/ [Người mà sẽ] giúp đỡ sự nghiệp của anh, chỉ một chút thôi [...] Anh làm ra vẻ áp bức tôi/ Nhưng anh lại đang cản trở tôi/ Và đó là tôi đang nói rằng sẽ không gọi lại cho anh nữa.)
Trong một buổi diễn vào năm 2019 tại quê nhà Detroit, Lizzo tiết lộ rằng "người mà tôi nhắc đến khi viết bài hát đó đến từ Detroit."

## Tiếp nhận phê bình
Trong bài viết cho Pitchfork, Ashley Monaé phát biểu rằng bài hát có "những khoảnh khắc chín chắn của sự thật mà ở đó, sức hút của Lizzo đã gây được cảm tình với chúng ta và khiến cô ấy trở nên khác biệt." Tạp chí DIY viết rằng bài hát "tiếp tục thể hiện khả năng rap gây đồng cảm của cô."
Phần lời bài hát có nhắc đến đội bóng bầu dục Minnesota Vikings đã bị trạm phát thanh Top 40/CHR WIXX ở Green Bay cắt bỏ, do Packers và Vikings là hai đối thủ kình địch và trạm này phát sóng các trận đấu trên mạng lưới phát thanh Packers Radio Network. Hãng thu âm Atlantic đã cho phép các trạm phát thanh tiến hành các thay đổi với bài hát và về cơ bản cảm thấy "vui vẻ" với việc điều chỉnh.

### Giải thưởng và đề cử
| Năm  | Giải thưởng                | Hạng mục                            | Kết quả   | Ng.    |
| ---- | -------------------------- | ----------------------------------- | --------- | ------ |
| 2019 | Giải Video âm nhạc của MTV | Bài hát của mùa hè                  | Đề cử     | [ 14 ] |
| 2019 | Giải Teen Choice Awards    | Bài hát của mùa hè                  | Đề cử     | [ 15 ] |
| 2020 | Giải Grammy                | Thu âm của năm                      | Đề cử     | [ 16 ] |
| 2020 | Giải Grammy                | Bài hát của năm                     | Đề cử     | [ 16 ] |
| 2020 | Giải Grammy                | Trình diễn đơn ca pop xuất sắc nhất | Đoạt giải | [ 16 ] |

## Diễn biến thương mại

### Bắc Mỹ
Tại Hoa Kỳ, "Truth Hurts" trở thành một bản hit bị bỏ quên trong hai năm kể từ ngày phát hành. Bài hát vốn được phát hành vào tháng 9 năm 2017 và cuối cùng đã xuất hiện trên bảng xếp hạng vào mùa xuân năm 2019. Trên bảng xếp hạng US Billboard Hot 100, bài hát ra mắt ở vị trí thứ 50 trong tuần lễ kết thúc ngày 18 tháng 5 năm 2019. Bài hát có được vị trí ra mắt cao do Billboard quy định không cho phép các bài hát có tuổi đời nhiều hơn một năm xuất hiện trên bảng xếp hạng, trừ khi chúng đạt được một số điểm xếp hạng đáng kể. Ca khúc vươn lên vị trí số 1 trong tháng 9 năm 2019, trở thành ca khúc quán quân đầu tiên của Lizzo tại Hoa Kỳ. Trong tuần thứ 4 ở vị trí quán quân, ca khúc trở thành đĩa đơn nhạc rap của một nữ nghệ sĩ hát đơn có số tuần quán quân nhiều nhất trong lịch sử của bảng xếp hạng, vượt qua kỷ lục 3 tuần dẫn đầu trước đó của "Bodak Yellow" của Cardi B trong tháng 10 năm 2017. Ca khúc dẫn đầu bảng xếp hạng trong 7 tuần không liên tiếp, cân bằng kỷ lục cho ca khúc nhạc rap của một nữ nghệ sĩ dẫn đầu bảng xếp hạng lâu nhất của "Fancy" do Iggy Azalea hợp tác với Charli XCX. Vào ngày 2 tháng 11 năm 2019, vị trí quán quân của bài hát được thay thế bởi "Someone You Loved" của Lewis Capaldi.
"Truth Hurts" ra mắt ở vị trí thứ 33 trên bảng xếp hạng Mainstream Top 40 sau khi xuất hiện, giành vị trí số 1 và trở thành ca khúc quán quân đầu tiên của Lizzo trên Hot 100. Bài hát cũng đạt vị trí số 1 và trở thành ca khúc quán quân đầu tiên của Lizzo trên bảng xếp hạng US Rhythmic. Ca khúc cũng là một trong năm bài hát nhảy từ vị trí thứ 5 lên vị trí quán quân kể từ khi bảng xếp hạng này bắt đầu được công bố vào tháng 10 năm 1992. Trên bảng xếp hạng Billboard Dance/Mix Show Airplay, đĩa đơn trở thành bài hát đầu tiên của nữ ca sĩ lọt vào top 10 và cũng giành vị trí quán quân trong tháng 9 năm 2019. Với 9 tuần dẫn đầu trên bảng xếp hạng, "Truth Hurts" trở thành ca khúc rap của một nữ nghệ sĩ nhạc rap có thời lượng quán quân lâu nhất kể từ năm 2003. Tại Canada, "Truth Hurts" ra mắt ở vị trí thứ 43 trên bảng xếp hạng Hot 100 trong tuần lễ kết thúc ngày 18 tháng 5 năm 2019. Ca khúc sau đó đã đạt đến vị trí thứ 7 trên bảng xếp hạng này.

### Châu Âu và châu Đại Dương
Tại Anh Quốc, "Truth Hurts" ra mắt ở vị trí thứ 67 trên bảng xếp hạng UK Singles Chart trong tuần lễ kết thúc ngày 9 tháng 5 năm 2019, sau đó đạt đến vị trí thứ 29 trong tuần lễ kết thúc ngày 19 tháng 9 năm 2019. Tại Bỉ, bài hát lọt vào top 10 của bảng xếp hạng Belgian Singles Chart ở vị trí thứ 2, trở thành ca khúc đầu tiên và cũng là ca khúc có thứ hạng cao nhất của Lizzo tại đây. Bài hát cũng đạt được những thành tích tương tự trên bảng xếp hạng Belgium Urban Singles Chart sau khi ra mắt ở vị trí thứ 9 của bảng xếp hạng này.
Tại New Zealand, "Truth Hurts" đạt đến vị trí thứ 5 trên bảng xếp hạng New Zealand Singles Chart. Tại Úc, bài hát ra mắt ở vị trí thứ 21 trên bảng xếp hạng trong tuần lễ kết thúc ngày 25 tháng 5 năm 2019 và sau đó vươn đến vị trí thứ 15.

## Các bản phối lại
Lizzo phát hành hai bản phối lại chính thức cho "Truth Hurts". Một bản được sản xuất bởi DJ CID và phát hành vào ngày 22 tháng 8 năm. Bản còn lại có sự tham gia hợp tác của rapper vùng Charlotte DaBaby và được phát hành vào ngày 23 tháng 8 năm 2019. Các bản phối lại được phát hành trong một nỗ lực để giúp "Truth Hurts" vươn lên vị trí số 1 trên bảng xếp hạng Billboard Hot 100. Một phiên bản mở rộng của bản phối của CID được đưa vào phiên bản đĩa vinyl phát hành giới hạn. Vào ngày 24 tháng 9 năm 2019, một bản phối lại thứ ba với sự hợp tác của nhóm nhạc Nam Hàn Quốc AB6IX được phát hành.

## Video âm nhạc
Video âm nhạc của "Truth Hurts" được đạo diễn bởi Brooke Candy. Video mô tả cảnh nữ ca sĩ đang trong một đám cưới, trước khi cô bỏ chú rể lại ở án thờ của nhà thờ và rời đi. Video kết thúc bằng cảnh nữ ca sĩ kết hôn với chính mình và sau đó là cảnh một bữa tiệc khiêu vũ. Những cảnh nữ ca sĩ trong bộ quần áo lót xuất hiện xen kẽ xuyên suốt video. Tính đến ngày 7 tháng 10 năm 2019, video đã nhận được hơn 124 triệu lượt xem trên YouTube.

## Tranh chấp về tác giả
| Endorphina   | Twitter |
| @MinaLioness |         |

Bản gốc tiếng Anh: I did a DNA test and found out I'm 100% that bitch.
Tôi tiến hành xét nghiệm DNA và phát hiện ra 100% tôi là con khốn đó.
24 tháng 2 năm 2017
"Truth Hurts" là tiêu điểm của hai cáo buộc về việc sao chép câu hát mở đầu bài hát: "I just took a DNA test, turns out I'm 100% that bitch". Sau khi Lizzo nộp đơn đăng ký nhãn hiệu cho cụm từ "100% that bitch" vào ngày 10 tháng 6 năm 2019, ca sĩ Mina Lioness đăng tải trên Twitter vào ngày 28 tháng 8 năm rằng cô cũng có một bài đăng tương tự trên Twitter vào tháng 2 năm 2017: "I did a DNA test and found out I'm 100% that bitch." Lizzo phản hồi rằng việc cô sử dụng cụm từ "I'm 100% that bitch" là dựa trên một meme trên Instagram, và rằng cô không hề biết về bài đăng gốc của Lioness trên Twitter.
Vào ngày 15 tháng 10, hai nhà sản xuất Justin và Jeremiah Raisen đăng tải trên Instagram rằng câu hát mở đầu này đã bị ăn cắp từ một bản demo chưa phát hành mà họ đồng sáng tác cùng Lizzo và các nhạc sĩ khác. Bản demo này có tựa đề là "Healthy". Hai người nhận rằng phần lời bài hát lấy từ bài đăng trên Twitter của Lioness. Trả lời vấn đề này, luật sư của Lizzo phát biểu rằng hai nhà sản xuất họ Raisens đã không đồng sáng tác "Truth Hurts", và rằng họ "đã dứt khoát từ bỏ mọi quyền liên quan đến bài hát bằng văn bản từ nhiều tháng trước".
Lioness được ghi nhận là đồng tác giả của bài hát vào ngày 23 tháng 10 năm 2019. Cùng ngày, Lizzo nộp đơn kiện hai nhà sản xuất họ Raisens với cáo buộc về quấy rối. Trong một bài đăng trên Instagram, Lizzo nói rằng: "Chủ nhân của bài tweet là người mà tôi cùng chia sẻ thành công của mình ... chứ không phải là những người đàn ông này. Chấm hết".

## Danh sách bài hát
| Tải kỹ thuật số 1. "Truth Hurts" – 2:53 2. "Truth Hurts" (DaBaby phối lại) (hợp tác với DaBaby) – 3:17 3. "Truth Hurts" (CID phối lại) – 2:58 | Đĩa đơn 12" 1. "Truth Hurts" – 2:53 2. "Truth Hurts" (DaBaby phối lại) – 3:17 3. "Truth Hurts" (CID phối lại) – 2:58 4. "Truth Hurts" (Bản phối lại mở rộng của CID) – 3:55 |

## Những người thực hiện
Thông tin lấy từ Tidal.
- Lizzo – nghệ sĩ chính, sáng tác
- Mina Lioness – sáng tác
- Ricky Reed – sản xuất, sáng tác
- Jesse Saint John – sáng tác
- Steven Cheung – sáng tác
- Tele – đồng sản xuất
- Ethan Shumaker – kỹ sư
- Chris Gehringer – master
- Manny Marroquin – phối nhạc
- Chris Galland – kỹ sư phối nhạc
- Robin Florent – trợ lý kỹ sư phối nhạc
- Scott Desmarais – trợ lý kỹ sư phối nhạc

## Xếp hạng và chứng nhận
| Bảng xếp hạng (2019)                      | Vị trí cao nhất |
| ----------------------------------------- | --------------- |
| Úc (ARIA)                                 | 15              |
| Bỉ (Ultratop 50 Flanders)                 | 50              |
| Bỉ Urban (Ultratop Flanders)              | 9               |
| Bỉ (Ultratip Wallonia)                    | 11              |
| Bỉ Urban (Ultratop Wallonia)              | 32              |
| Canada (Canadian Hot 100)                 | 7               |
| Canada CHR/Top 40 (Billboard)             | 3               |
| Canada Hot AC (Billboard)                 | 28              |
| Trung Quốc Airplay/FL (Billboard)         | 24              |
| Cộng hòa Séc (Singles Digitál Top 100)    | 66              |
| Pháp Downloads (SNEP)                     | 167             |
| Hy Lạp (IFPI)                             | 30              |
| Ireland (IRMA)                            | 15              |
| Hà Lan (Single Top 100)                   | 78              |
| New Zealand (Recorded Music NZ)           | 5               |
| Scotland (OCC)                            | 25              |
| Slovakia (Singles Digitál Top 100)        | 38              |
| Thụy Điển Heatseeker (Sverigetopplistan)  | 2               |
| Thụy Sĩ (Schweizer Hitparade)             | 94              |
| Anh Quốc (OCC)                            | 29              |
| Anh Quốc R&B (OCC)                        | 16              |
| Hoa Kỳ Billboard Hot 100                  | 1               |
| Hoa Kỳ Adult Contemporary (Billboard)     | 30              |
| Hoa Kỳ Adult Pop Airplay (Billboard)      | 9               |
| Hoa Kỳ Dance/Mix Show Airplay (Billboard) | 1               |
| Hoa Kỳ Dance Club Songs (Billboard)       | 19              |
| Hoa Kỳ Hot R&B/Hip-Hop Songs (Billboard)  | 1               |
| Hoa Kỳ Pop Airplay (Billboard)            | 1               |
| Hoa Kỳ Rhythmic (Billboard)               | 1               |
| Hoa Kỳ Rolling Stone 100                  | 1               |

| Bảng xếp hạng (2019)                      | Vị trí |
| ----------------------------------------- | ------ |
| Úc (ARIA)                                 | 31     |
| Canada (Canadian Hot 100)                 | 23     |
| Ireland (IRMA)                            | 40     |
| Latvia (LAIPA)                            | 42     |
| New Zealand (Recorded Music NZ)           | 21     |
| Anh Quốc (OCC)                            | 93     |
| Hoa Kỳ Billboard Hot 100                  | 13     |
| Hoa Kỳ Adult Top 40 (Billboard)           | 36     |
| Hoa Kỳ Dance/Mix Show Airplay (Billboard) | 3      |
| Hoa Kỳ Hot R&B/Hip-Hop Songs (Billboard)  | 5      |
| Hoa Kỳ Mainstream Top 40 (Billboard)      | 10     |
| Hoa Kỳ Rhythmic (Billboard)               | 6      |
| Hoa Kỳ Rolling Stone Top 100 Songs        | 6      |

| Quốc gia | Chứng nhận  | Số đơn vị/doanh số chứng nhận |
| --- | ----------- | ----------------------------- |
| Úc (ARIA) | 3× Bạch kim | 210.000‡                      |
| Brasil (Pro-Música Brasil) | Bạch kim    | 40.000‡                       |
| Canada (Music Canada) | 4× Bạch kim | 320.000‡                      |
| New Zealand (RMNZ) | Bạch kim    | 30.000‡                       |
| Anh Quốc (BPI) | Vàng        | 400.000‡                      |
| Hoa Kỳ (RIAA) | 4× Bạch kim | 4.000.000‡                    |
| * Chứng nhận dựa theo doanh số tiêu thụ. ^ Chứng nhận dựa theo doanh số nhập hàng. ‡ Chứng nhận dựa theo doanh số tiêu thụ và phát trực tuyến. |             |                               |

## Lịch sử phát hành
| Quốc gia       | Ngày phát hành      | Định dạng                                      | Nhãn hiệu | Ng.    |
| -------------- | ------------------- | ---------------------------------------------- | --------- | ------ |
| Nhiều quốc gia | 19 tháng 9 năm 2017 | Tải kỹ thuật số streaming                      | Atlantic  | [ 44 ] |
| Hoa Kỳ         | 28 tháng 5 năm 2019 | Đài phát thanh top 40                          | Atlantic  | [ 96 ] |
| Nhiều quốc gia | 22 tháng 8 năm 2019 | Bản phối lại của CID –                         | Atlantic  | [ 30 ] |
| Nhiều quốc gia | 22 tháng 8 năm 2019 | Bản phối lại của DaBaby –                      | Atlantic  | [ 30 ] |
| Nhiều quốc gia | 26 tháng 8 năm 2019 | Phiên bản đĩa vinyl 12 inch phát hành giới hạn | Atlantic  | [ 45 ] |